# Lazar Marković
Lazar Marković (serbisch-kyrillisch Лазар Марковић; * 2. März 1994 in Čačak, BR Jugoslawien, heute Serbien) ist ein serbischer Fußballspieler.

## Spielerkarriere

### Vereinsfußball
Im Alter von zwölf Jahren wechselte Marković von Borac Čačak zu Partizan Belgrad. Dort durchlief er die Jugendmannschaften des Vereins.
Im Juli 2011 wurde er Profi bei Partizan. Sein erstes Tor für Partizan erzielte er am 13. August 2011. Zur Saison 2013/14 wechselte er zu Benfica Lissabon. Mit Benfica gewann er in der Saison 2013/14 die portugiesische Meisterschaft, den Taça de Portugal und den Taça da Liga. Zudem erreichte Benfica in der gleichen Saison das Endspiel der UEFA Europa League, das man in Turin mit 2:4 nach Elfmeterschießen gegen den FC Sevilla verlor. Marković selbst war für das Endspiel gesperrt aufgrund einer roten Karte, die er sich als bereits ausgewechselter Spieler im Halbfinalrückspiel bei Juventus Turin eingehandelt hatte.
Zur Saison 2014/15 wechselte Marković im Alter von 20 Jahren zum FC Liverpool. Am 30. August 2015 ging er bis zum Ende der Saison 2015/16 auf Leihbasis in die türkische Süper Lig zu Fenerbahçe Istanbul. Im Sommer 2016 kehrte er zum mittlerweile von Jürgen Klopp trainierten FC Liverpool zurück, kam dort an den ersten Spieltagen allerdings nicht zum Einsatz. Am 31. August 2016 schloss er sich bis zum Ende der Saison 2016/17 auf Leihbasis Sporting Lissabon an. In weiteren kurzen Leihgeschäften spielte er 2017 für Hull City und 2018 für den RSC Anderlecht.
Ende Januar 2019 wechselte Marković ablösefrei zum FC Fulham. Nach nur einem Einsatz in der Premier League für Fulham verließ er den Verein am Ende der Saison 2018/19.
Von 2019 bis 2022 spielte Marković erneut für den FK Partizan Belgrad, wo er in wettbewerbsübergreifend 89 Spielen 20 Tore erzielte. Im Juli 2022 wechselte er zum türkischen Verein Gaziantep FK.
Zur Saison 2024/25 wechselte er in die UAE Pro League zu Baniyas SC. 

### Nationalmannschaft
Marković spielte zwischen 2012 und 2016 für die serbische Nationalmannschaft.

### Erfolge
- Portugiesischer Meister: 2013/14
- Taça de Portugal: 2013/14
- Taça da Liga: 2013/14
- Finalist der UEFA Europa League: 2013/14